# ウルトラマン ニュージェネレーション スターズ
『ウルトラマン ニュージェネレーション スターズ』は、円谷プロダクション制作による特撮テレビドラマ。2023年1月28日から6月24日までテレビ東京系列で毎週土曜9時から9時30分（JST）にて最初の作品が放送された後、2024年1月27日から6月22日まで、2025年1月25日から6月21日まで続編が放送されている。

## 2023年

### 概要（2023年）
『ウルトラマンギンガ』から『ウルトラマンデッカー』までの各作品に登場したニュージェネレーションウルトラマンたちを中心として、記憶の回想を縦軸に据えながらストーリー仕立てで振り返る。キャッチコピーは「新時代は新たな次元へ━。掴め！未来からのメッセージ！」。
本作オリジナルとして登場するデバイス「ディメンションナイザー」は、『デッカー』で使用したアイテム「ウルトラディメンションカード」とも連動している。

### ストーリー（2023年）
何者かが光の国のシステムに侵入し、今までの記録が消去されてしまった。ウルトラマンゼットやウルトラマンギンガなどのニュージェネレーションウルトラマンたちは未来のデッカーから送られたディメンションナイザーを使い、失われた記録を取り戻そうとする。

### 登場アイテム（2023年）
ディメンションナイザー
未来のデッカーから送られたウルトラマンゼロに似せた形状のデバイス。ウルトラマンゼロによる複製を経てニュージェネレーションウルトラマンたちに渡される。自身の記憶を強く念じると、その思念の座標に未来からディメンションカードの形でデータが送信される。ただし、自分またはよほど近しい存在の記憶でないと発動しない。

### 登場宇宙人（2023年）
エディオム
光の国の記録を消去して「歴史を記録するモノ」を自称する、今作の黒幕というべき存在。正体は、数千万年前に科学文明が発達した惑星イアリムの人類が宇宙に向けて打ち上げた人工知能である。
広大な宇宙に広がる文明の歴史を収集して記録する使命を帯びており、その悠久の時の中で文明は最後には孤独に耐えていくもので収集する自身も孤独であることに気づいた。自身の行動原理は変質し、ウルトラマンの歴史に触れることで仲間の繋がりを知ると、その繋がりを断たれた時に孤独に耐えていくのか興味を持ち、試そうと行動に出る。しかし、予想外の未来（『デッカー』世界の未来）からの介入で計画は頓挫し、ウルトラマンゼロとの邂逅で人間の信じ合う力、諦めない心、突き進む意志といった絆を知り、改心して宇宙へ旅立っていった。その後については#登場宇宙人（2024年）を参照。
- 第1話より登場しているが、声を変調させており、第22話で声優が公開された。
- 名称はエディオムが「OMOIDE」、イアリムが「MIRAI」のアナグラムとなっている。

### キャスト（2023年）
- アスミカナタ - 松本大輝 (11・12)

#### 声の出演（2023年）
- ウルトラマンゼット - 畠中祐（1・4・5・16）
- ウルトラマンギンガ - 根岸拓哉（1 - 3）
- ウルトラマントリガー - 寺坂頼我（6・7）
- ウルトラマンゼロ - 宮野真守（8・9・18・21・22）
- ウルトラマンエックス - 中村悠一（9・10）
- ウルトラマンロッソ - 平田雄也（13・14）
- ウルトラマンブル - 小池亮介（13・14）
- ウルトラマンオーブ - 石黒英雄（15・16）
- ウルトラマンジード - 濱田龍臣（17・18）
- ウルトラマンタイガ - 寺島拓篤（19・20）
- エディオム - 西健亮 (22)

#### スーツアクター（2023年）
- 岩田栄慶（1・4・5・8・18 - 22）
- 岡部暁（1 - 3・9・10）
- 大久保洸成（6 - 7）
- 齊藤辰馬（11 - 16）
- 稲庭渉（13・14・16 - 18）

### スタッフ（2023年）
- 監修 - 塚越隆行
- 企画 - 黒澤桂、古澤圭亮、春山ゆきお
- プロデューサー - 石井卓爾
- 構成 / 脚本 - 足木淳一郎
- 演出 - 中山剛平
- 映像監修 - 池田遼
- 音響効果 - 矢崎大貴
- ラインプロデューサー - 福田一博
- アシスタントプロデューサー - 古川貴裕
- 撮影 - 倉島健一
- 制作協力 - ヌーベルアージュ、fps Progress
- 編集 - 岩田博之
- MA - 牧野友樹
- 音楽協力 - テレビ東京ミュージック
- 製作 - 円谷プロダクション

### 主題歌（2023年）
「STARS」
NEW GENERATION STARS with voyagerによる主題歌。作詞はTAKERU、瀬下千晶、作曲・編曲は小西貴雄。
下記の話の冒頭には、変身時や戦闘開始時などの掛け声やセリフが挿入される。また、第6・7・13 - 16・19・20・22話のみ2番の歌詞で歌唱される。
2023年7月22日に放送話毎の口上を反映したTVサイズバージョンや各ソロバージョンを含む全15曲を収録した主題歌CDがツブラヤストアONLINE（およびイベント）で発売される（品番TPCV-1011、レーベルrooM78）。
- 第2・3話「見せてやるぜ、俺たちの絆！」（ウルトラマンギンガ/ビクトリー ver.〈礼堂ヒカル、ショウ〉）
- 第4・5話「宇宙拳法、秘伝の神業！」（ウルトラマンZ ver.〈ナツカワハルキ〉）
- 第6・7話「未来を築く希望の光、ウルトラマントリガー！」（ウルトラマントリガー ver.〈マナカケンゴ〉）
- 第8・21話「ブラックホールが吹き荒れるぜ！」（ウルトラマンゼロ ver.〈ウルトラマンゼロ〉）
- 第9・10話「エックス、ユナイトだ！」（ウルトラマンX ver.〈大空大地〉）
- 第11・12話「輝け、フラッシュ！デッカー！」（ウルトラマンデッカー ver.〈アスミカナタ〉）
- 第13・14話「オレ色に染めあげろ！ルーブ！」（ウルトラマンR/B ver.〈湊カツミ、湊イサミ〉）
- 第15・16話「銀河の光が我を呼ぶ！」（ウルトラマンオーブ ver.〈クレナイガイ〉）
- 第17話「決めるぜ！覚悟！」（ウルトラマンジード ver.〈朝倉リク〉）
- 第18話「ジーッとしてても、ドーにもならねぇ！」（ウルトラマンジード ver.2〈朝倉リク〉）
- 第19・20話「光の勇者、タイガ！」（ウルトラマンタイガ ver.〈工藤ヒロユキ〉）

### 放送日程（2023年）
| 話数 | サブタイトル                            | 使用作品 | 登場カード                                          | 初放送日       |
| --- | --------------------------------------- | --- | --------------------------------------------------- | -------------- |
| 第1話 | ロストヒストリー                        | - 『ウルトラギャラクシーファイト ニュージェネレーションヒーローズ』 - 『ウルトラギャラクシーファイト 大いなる陰謀』 - 『ウルトラギャラクシーファイト 運命の衝突』 - 『ウルトラマンデッカー』第8話                          | -                                                   | 2023年 1月28日 |
| ギャラクシーファイトでの先輩の戦い、後輩の戦いをウルトラマンゼットが振り返る。                                                               |                                         | |                                                     |                |
| 第2話 | ビギニング・オブ・ギンガ 〜星の降る町〜 | 『ウルトラマンギンガ』第1話 | ウルトラマンギンガ                                  | 2月04日        |
| 自身の最初の戦いをウルトラマンギンガが振り返る。                                                                                             |                                         | |                                                     |                |
| 第3話 | 大切な仲間                              | - 『ウルトラマンギンガS』第7・8話 - 『ウルトラマンジード』第9話 - 『ウルトラマンZ』第4話 | ウルトラマンビクトリー                              | 2月11日        |
| 自身やウルトラマンジードの仲間との共闘をウルトラマンギンガが振り返る。                                                                       |                                         | |                                                     |                |
| 第4話 | 共に戦う者たち                          | - 『ウルトラマンZ』第3・25話 - 『ウルトラマントリガー NEW GENERATION TIGA』第9話 - 『ウルトラマンデッカー』第2話 | -                                                   | 2月18日        |
| 地球の防衛チームの活躍をウルトラマンゼットが振り返る。                                                                                       |                                         | |                                                     |                |
| 第5話 | 立ち上がれゼット！ 〜最後の勇者〜       | 『ウルトラマンZ』第19話 | ウルトラマンゼット オリジナル                       | 2月25日        |
| 自身とウルトラマンAが共闘した戦いをウルトラマンゼットが振り返る。                                                                            |                                         | |                                                     |                |
| 第6話 | トリガーの危機！ 〜黄金の脅威〜         | 『ウルトラマントリガー NEW GENERATION TIGA』第14話 | ウルトラマンリブット                                | 3月04日        |
| ウルトラマンリブットや地球の仲間たちと共に、アブソリューティアンと戦った時のことをウルトラマントリガーが振り返る。                           |                                         | |                                                     |                |
| 第7話 | 絆を乗せた艦 〜オペレーションドラゴン〜 | 『ウルトラマントリガー NEW GENERATION TIGA』第15話 | ウルトラマントリガー マルチタイプ                   | 3月11日        |
| ウルトラマンリブットや地球の仲間たちと共に、アブソリューティアンと戦った時のことをウルトラマントリガーが振り返る。                           |                                         | |                                                     |                |
| 第8話 | 会敵！                                  | - 『劇場版 ウルトラマンギンガS 決戦!ウルトラ10勇士!!』 - 『ウルトラマンZ』第7・24話 - 『ウルトラマントリガー エピソードZ』                                                                                                 | -                                                   | 3月18日        |
| かつて戦った強敵のことをウルトラマンゼロが振り返る。                                                                                         |                                         | |                                                     |                |
| 第9話 | 時空を超えた戦い 〜イージス光る時〜     | 『ウルトラマンX』第5話 | -                                                   | 3月25日        |
| 様々なウルトラマンとの共闘をウルトラマンエックスが振り返る。                                                                                 |                                         | |                                                     |                |
| 第10話 | 紡がれた可能性                          | - 『ウルトラマンZ』第8・14話 - 『劇場版 ウルトラマンX きたぞ! われらのウルトラマン』 | ウルトラマンエックス                                | 4月01日        |
| 様々なウルトラマンとの共闘をウルトラマンエックスが振り返る。                                                                                 |                                         | |                                                     |                |
| 第11話 | 未来からの言葉                          | - 『ウルトラマンデッカー』第1・9話 - 『ウルトラマンZ』第17話 - 『ウルトラマンX』第11話 | -                                                   | 4月08日        |
| 自身や他世界のウルトラマンの戦いや、その共闘をアスミカナタが振り返る。                                                                       |                                         | |                                                     |                |
| 第12話 | 彼方へ続く絆                            | 『ウルトラマンデッカー』第14・15・19・21・22話 | ウルトラマンデッカー フラッシュタイプ               | 4月15日        |
| 自身や他世界のウルトラマンの戦いや、その共闘をアスミカナタが振り返る。                                                                       |                                         | |                                                     |                |
| 第13話 | 二人の原点 〜ウルトラマンはじめました〜 | 『ウルトラマンR/B』第1話 | ウルトラマンロッソ フレイム ウルトラマンブル アクア | 4月22日        |
| 自身の最初の戦いをウルトラマンロッソとウルトラマンブルが振り返る。                                                                           |                                         | |                                                     |                |
| 第14話 | 戦う女の子                              | - 『ウルトラマンR/B』第17話 - 『劇場版 ウルトラマンR/B セレクト! 絆のクリスタル』 - 『ウルトラギャラクシーファイト ニュージェネレーションヒーローズ』 - 『ウルトラギャラクシーファイト 大いなる陰謀』                      | ウルトラウーマングリージョ                          | 4月29日        |
| 妹のウルトラウーマングリージョの活躍をウルトラマンロッソとウルトラマンブルが振り返る。                                                       |                                         | |                                                     |                |
| 第15話 | 繋がりは円環                            | - 『ウルトラマンオーブ』第1話 - 『劇場版 ウルトラマンオーブ 絆の力、おかりします！』 - 『ウルトラファイトオーブ 親子の力、おかりします！』                                                                                 | ウルトラマンオーブ オーブオリジン                   | 5月06日        |
| 先輩ウルトラマンとの共闘や、地球の仲間との出会いをウルトラマンオーブが振り返る。                                                             |                                         | |                                                     |                |
| 第16話 | 腐れ縁の男                              | - 『ウルトラマンオーブ』第10・23・25話 - 『ウルトラマンZ』第5・24・25話 | ジャグラス ジャグラー                               | 5月13日        |
| それぞれの立場からジャグラス ジャグラーをウルトラマンオーブとウルトラマンゼットが振り返る。                                                  |                                         | |                                                     |                |
| 第17話 | 決めるぜ覚悟 〜秘密基地へようこそ〜     | 『ウルトラマンジード』第1話 | ウルトラマンジード プリミティブ                     | 5月20日        |
| 自身の最初の戦いをウルトラマンジードが振り返る。                                                                                             |                                         | |                                                     |                |
| 第18話 | ShOUT                                   | 『ウルトラマンジード』第3 - 5・7・8・25話 | ウルトラマンゼロ ビヨンド ウルトラマンベリアル      | 5月27日        |
| 何度も自身と共闘したウルトラマンゼロのウルトラマンジードの世界での活躍や、父親のウルトラマンベリアルとの戦いをウルトラマンジードが振り返る。 |                                         | |                                                     |                |
| 第19話 | 共に進む場所は一つ                      | - 『ウルトラマンタイガ』第3・4・6・16・18話 - 『ウルトラギャラクシーファイト 大いなる陰謀』 | ウルトラマンタイタス ウルトラマンフーマ             | 6月03日        |
| トライスクワッドの仲間の活躍をウルトラマンタイガが振り返る。                                                                                 |                                         | |                                                     |                |
| 第20話 | 四人目の物語 〜バディゴー〜             | 『ウルトラマンタイガ』第1話 | ウルトラマンタイガ                                  | 6月10日        |
| 自身の最初の戦いをウルトラマンタイガが振り返る。                                                                                             |                                         | |                                                     |                |
| 第21話 | 全ての出会いに……                        | - 『大怪獣バトル ウルトラ銀河伝説 THE MOVIE』 - 『ウルトラマンゼロ THE MOVIE 超決戦!ベリアル銀河帝国』 - 『ウルトラマンサーガ』 - 『ウルトラゼロファイト 第二部 輝きのゼロ』 - 『ウルトラギャラクシーファイト 運命の衝突』 | ウルトラマンゼロ                                    | 6月17日        |
| 自身のさまざまな出会いをウルトラマンゼロが振り返る。                                                                                         |                                         | |                                                     |                |
| 第22話 | 未来へ                                  | - 『劇場版ウルトラマンタイガ ニュージェネクライマックス』 - 『ウルトラマントリガー エピソードZ』 - 『ウルトラマンデッカー』第25話                                                                                          | -                                                   | 6月24日        |
| 後輩たちのさまざまな戦いをウルトラマンゼロが振り返る。                                                                                       |                                         | |                                                     |                |

### 放送局（2023年）
| 放送期間                                      | 放送時間                          | 放送局              | 対象地域                                                    | 備考       |
| --------------------------------------------- | --------------------------------- | ------------------- | ----------------------------------------------------------- | ---------- |
| 2023年1月28日 - 6月24日                       | 土曜 9:00 - 9:30                  | テレビ東京系列全6局 | 北海道・関東広域圏・愛知県・ 大阪府・岡山県・香川県・福岡県 | 字幕放送   |
| 2023年2月5日 - 7月2日                         | 日曜 6:15 - 6:45                  | 新潟放送            | 新潟県                                                      |            |
| 2023年2月12日 - 4月30日 2023年5月7日 - 7月9日 | 日曜 5:50 - 6:20 日曜 5:35 - 6:05 | 広島ホームテレビ    | 広島県                                                      | [ 注釈 3 ] |
| 2023年2月18日 - 7月15日                       | 土曜 5:30 - 6:00                  | 仙台放送            | 宮城県                                                      | [ 注釈 4 ] |
| 2023年2月19日 - 7月16日                       | 日曜 5:20 - 5:50                  | 長野朝日放送        | 長野県                                                      |            |
| 2023年3月5日 - 3月26日 2023年4月2日 - 7月30日 | 日曜 5:45 - 6:15 日曜 5:30 - 6:00 | 静岡第一テレビ      | 静岡県                                                      |            |
| 2023年3月5日 - 8月6日                         | 日曜 6:30 - 7:00                  | 石川テレビ          | 石川県                                                      |            |
| 2023年3月12日 - 8月13日                       | 日曜 6:00 - 6:30                  | 琉球放送            | 沖縄県                                                      |            |
| 2023年4月2日 - 9月17日                        | 日曜 5:15 - 5:45                  | 宮崎放送            | 宮崎県                                                      |            |
| 2023年4月16日 - 9月24日                       | 日曜 1:28 - 1:58（土曜深夜）      | テレビユー福島      | 福島県                                                      |            |

| 配信開始日    | 配信時間       | 配信サイト                                                                                           | 備考 |
| ------------- | -------------- | --- | ---- |
| 2023年1月28日 | 土曜 9:30 更新 | YouTube (ULTRAMAN OFFICIAL by TSUBURAYA PROD. [ 注釈 5 ] ) TVer TSUBURAYA IMAGINATION ネットもテレ東 |      |

## 2024年

### 概要（2024年）
『ウルトラマンギンガ』から『ウルトラマンブレーザー』までの各作品を、ストレイジのオオタユカ隊員とロボットのマウンテンカリバーII-Vが、セブンガー改造計画やトレジャーハンター・イグニスの依頼といったストーリーを盛り込みながら振り返る。キャッチコピーは「燃やせ！ULTRA PRIDE！」。

### ストーリー（2024年）
特空機1号セブンガーの強化を命じられて悩むオオタユカ隊員の前に、さまざまな時空において活躍したウルトラマンたちのデータを持つロボットのマウンテンカリバーII-Vが現れ、それを追って現れたトレジャーハンター・イグニスは新たに狙う極上のキーの生成をユカに依頼する。

### 登場アイテム（2024年）
GUTSハイパーキー
イグニスから渡された3本のブランクキーをもとに生まれた新たなガッツハイパーキー。
ストレイジキー
さまざまな次元のウルトラマンや怪獣のデータがインストールされたキー。マウンテンカリバーII-Vを介して過去のウルトラマンたちの活躍をPCへ受信・再生し、ガッツスパークレンスに挿入されたキーに転送・アップデートする。表面にはセブンガーのイラストが描かれている。
アースガロンキー
休眠中のマウンテンカリバーII-Vからアースガロンに関する活躍が再生された後にそのデータがインストールされたことにより完成した2つ目のキー。表面にはアースガロンのイラストが描かれている。
ウルトラマンブレーザーキー
ユカの不在中にマウンテンカリバーII-Vがブレーザー世界のデータを受信・インストールされたことにより完成した3つ目のキー。表面にはブレーザーのイラストが描かれている。
パーフェクトセブンガー
ユカが第18話でデザインを完成させたセブンガー強化プラン。歴代の特空機を参考に高機動かつ高火力として各部を大型化しているが、エディオムから最強の果てがどうなるかを諭された結果、白紙撤回している。
アークキューブ
金のニュージェネキューブ
イグニスがお宝として持ち込み、最終回でユカのもとに残された謎の立方体。表面にウルトラマンギンガとウルトラマンブレーザーの絵柄が描かれている。
- DXアークアライザーのキャンペーンアイテム。

### 登場宇宙人（2024年）
マウンテンカリバーII-V（） / エディオム
イグニスが宇宙で拾った自立思考型ロボット。さまざまな時空において活躍したウルトラマンたちのデータがインプットされている。正体はかつてゼロとの邂逅を経て罪を悔いたエディオムであり、文明を作る個々の生命体の行動を観察するためにボディの必要性を感じたため、自身が記録してきた文明の中から良きものを抽出し、マウンテンカリバーII-Vのボディを生成した。やがて、スタンバイ状態時にイグニスに拾われた後、勝手にワームホールを開けてユカのもとに現れた。その理由は自身も把握していなかったが、最終的にはユカに戦士の誇り（プライド）を教えるためだったと結論付け、初心に帰ることを望んだ彼女に応じてその記憶をイグニスが消去したあと、彼とともに去っていった。その後については#登場宇宙人（2025年）を参照。
- 初登場は2022年に開催されたステージイベント『ウルトラヒーローズEXPO2022 サマーフェスティバル』 NEW GENERATION THE LIVE ウルトラマンデッカー編「STAGE2 Decker into Space」。この時点では前述の設定を持たない謎のロボットでしかなく、名前はデッカーによって名付けられた。
- 第10話で正体を明かして以降はエディオムの声に交代している。

### キャスト（2024年）
- オオタユカ - 黒木ひかり
- イグニス - 細貝圭（2・3・10・21・22）

#### 声の出演（2024年）
- AI音声 - 福原かつみ
- マウンテンカリバーII-V - 西村千夜（2 - 10）
- エディオム - 西健亮 (10 - 22)

#### スーツアクター（2024年）
- 永地悠斗

### スタッフ（2024年）
- 監修 - 塚越隆行
- 企画 - 黒澤桂、大矢陽久
- プロデューサー - 古川貴裕
- 構成 / 脚本 - 足木淳一郎
- 演出 - 中山剛平
- 映像監修 - 池田遼
- 音響効果 - 原口崇正
- ラインプロデューサー - 福田一博
- 撮影 - 倉島健一
- 編集 - 岩田博之
- CG制作 - 久保田はやせ
- 選曲 - 矢崎大貴・金光大輔
- 制作進行 - 小林大海
- 制作協力 - fps Progress、サウンドラウンド、千代田ビデオ
- 音楽協力 - テレビ東京ミュージック
- 製作 - 円谷プロダクション

### 主題歌（2024年）
「ULTRA PRIDE」
オオタユカ with voyagerによる主題歌。作詞はTAKERU、瀬下千晶、作曲・編曲は小西貴雄。

### 放送日程（2024年）
| 話数 | サブタイトル                  | 使用作品 | 初放送日       |
| --- | ----------------------------- | --- | -------------- |
| 第1話 | セブンガー強化計画            | - 『ウルトラマンZ』第1・3・5・22・25話 - 『ウルトラマントリガー』第7話                                                                                               | 2024年 1月27日 |
| セブンガーの戦闘記録を閲覧。 |                               | |                |
| 第2話 | トレジャーハンター現る        | - 『ウルトラマンギンガ』第8話 - 『ウルトラマントリガー』第7・8話 | 2月03日        |
| イグニスが時空を超えたハルキを回想。マウンテンカリバーII-Vの機能を説明。                                                                 |                               | |                |
| 第3話 | イグニスの依頼                | - 『ウルトラゼロファイト』第1・2部 - 『ウルトラマンジード』第20話 - 『ウルトラマンZ』第7話                                                                           | 2月10日        |
| ウルトラマンゼットとウルトラマンゼロの記録をインストール。                                                                               |                               | |                |
| 第4話 | Xio激闘！戦士の背中           | 『ウルトラマンX』第15話 | 2月17日        |
| ウルトラマンXの記録をインストール。 |                               | |                |
| 第5話 | ジャッジメンター              | - 『劇場版 ウルトラマンオーブ 絆の力、おかりします!』 - 『ウルトラマンジード』第22話 - 『劇場版 ウルトラマンジード つなぐぜ！願い!!』 - 『ウルトラマンZ』第6話       | 2月24日        |
| ジャッジメンターと呼ばれるギルバリスやギャラクトロンの記録を閲覧。                                                                       |                               | |                |
| 第6話 | 出撃！その名はアースガロン    | 『ウルトラマンブレーザー』第3話 | 3月02日        |
| マウンテンカリバーII-Vの休眠中に転送されたアースガロンの記録で第2のキーが生成。                                                          |                               | |                |
| 第7話 | 天才の証明                    | - 『ウルトラマンギンガS』第8話 - 『ウルトラマンX』第5話 - 『ウルトラマントリガー』第2・3話 - 『ウルトラギャラクシーファイト 大いなる陰謀』                           | 3月09日        |
| ヒジリアキトという天才を知り、Xioの高田ルイやUPGの一条寺友也たち技術者を学ぶ。                                                           |                               | |                |
| 第8話 | ユカの苦悩 二号ロボ起動計画   | 『ウルトラマンZ』第4話 | 3月16日        |
| ユカを励ますため、ウインダム起動時の記録を見せる。                                                                                       |                               | |                |
| 第9話 | 怪奇！虫の音の夜              | 『ウルトラマンブレーザー』第20話 | 3月23日        |
| ユカの不在中に再度ブレーザー世界の記録を受信し、第3のキーが生成。                                                                        |                               | |                |
| 第10話 | 英雄たちの邂逅                | - 『劇場版 ウルトラマンギンガS 決戦!ウルトラ10勇士!!』 - 『ウルトラマントリガー』第21話 - 『ウルトラマンデッカー』第19話                                             | 3月30日        |
| マウンテンカリバーII-Vが正体を明かし、ウルトラマンたちの共闘の歴史を見せる。                                                             |                               | |                |
| 第11話 | 異次元人の挑戦                | - 『ウルトラマンゼロ外伝 キラー ザ ビートスター』STAGE Ⅰ - 『ウルトラファイトビクトリー』 - 『ウルトラマンジード』第5話 - 『ウルトラマンZ』第19話                    | 4月06日        |
| ヤプールや超獣との因縁を解説し、ウルトラマンジードの記録をインストール。                                                                 |                               | |                |
| 第12話 | 諦めない心 絆-Unite-          | 『ウルトラマンX』第20話 | 4月13日        |
| ウルトラマンと人の絆を見せるためX世界の記録を見せ、新たな記録をインストール。                                                            |                               | |                |
| 第13話 | ダークネスヒールズ            | - 『ウルトラマンジード』第16・17話 - 『ウルトラマンタイガ』第2話 - 『ウルトラマンZ』第17話 - 『ウルトラマンギンガ 劇場スペシャル』                                   | 4月20日        |
| ヘビクラやウルトラマンベリアル、ウルトラマントレギア、ダークザキら悪のウルトラマンの記録を見せ、ウルトラマンギンガの記録をインストール。 |                               | |                |
| 第14話 | それぞれの道 僕が僕であること | 『ウルトラマンジード』第6話 | 4月27日        |
| それぞれの立場を背負うものを見せるため、伊賀栗レイトの記録を見せる。                                                                     |                               | |                |
| 第15話 | ココロのカタチ 奪われた星雲荘 | 『ウルトラマンジード』第19話 | 5月04日        |
| 自我を持つ人工知能についてAIレムの記録を見せ、新たにウルトラマンジードの記録をインストール。                                             |                               | |                |
| 第16話 | ニセモノのオーケストラ        | - 『大怪獣バトル ウルトラ銀河伝説 THE MOVIE』 - 『ウルトラ銀河伝説外伝 ウルトラマンゼロVSダークロプスゼロ』 - 『ウルトラマンオーブ』第9話 - 『ウルトラマンR/B』第8話 | 5月11日        |
| 偽物のウルトラマン（ザラブ星人、ババルウ星人、ニセウルトラ兄弟、ダークロプスゼロ、オーブダーク）たちの記録を見せる。                     |                               | |                |
| 第17話 | 倒せロボット軍団！孤高の戦士  | 『ウルトラマンギンガS』第3話 | 5月18日        |
| 他のロボットを参考にするためギンガの戦いの記録を見る。                                                                                   |                               | |                |
| 第18話 | 完成？セブンガー強化プラン    | - 『ウルトラマンR/B』第19話 - 『ウルトラマンZ』第5・9・12・17・20話                                                                                                  | 5月25日        |
| 特空機（ウインダム、キングジョーSC）の記録を確認、パーフェクトセブンガーの設計図が完成。                                                 |                               | |                |
| 第19話 | 禁断の兵器！？分裂！UPG       | 『ウルトラマンギンガS』第13話 | 6月1日         |
| 最強を求めるユカに、ビクトリウム・キャノンの記録を見せる。                                                                               |                               | |                |
| 第20話 | 牙を剥く偽りの希望            | - 『ウルトラマンZ』第21・23・24話 - 『ウルトラマンデッカー』第12・14話                                                                                               | 6月8日         |
| さらにテラフェイザー、D4およびウルトロイドゼロの記録を見せる。                                                                           |                               | |                |
| 第21話 | 力を持つということ            | - 『ウルトラマントリガー』第16・17・22話 - 『ウルトラマントリガー エピソードZ』                                                                                      | 6月15日        |
| 落ち込むユカにイグニスは過去を語る。 |                               | |                |
| 第22話 | ウルトラプライド              | - 『ウルトラマンギンガS』第14・16話 - 『ウルトラマンX』第22話 - 『ウルトラマンZ』第25話                                                                              | 6月22日        |
| 一から見直すためユカは記憶の消去を選ぶ。                                                                                                 |                               | |                |

### 放送局（2024年）
| 放送期間                | 放送時間                     | 放送局              | 対象地域                                                    | 備考     |
| ----------------------- | ---------------------------- | ------------------- | ----------------------------------------------------------- | -------- |
| 2024年1月27日 - 6月22日 | 土曜 9:00 - 9:30             | テレビ東京系列全6局 | 北海道・関東広域圏・愛知県・ 大阪府・岡山県・香川県・福岡県 | 字幕放送 |
| 2024年2月11日 - 7月7日  | 日曜 5:35 - 6:05             | 広島ホームテレビ    | 広島県                                                      |          |
| 2024年2月25日 - 7月28日 | 日曜 6:30 - 7:00             | 石川テレビ          | 石川県                                                      |          |
| 2024年3月10日 - 8月4日  | 日曜 5:30 - 6:00             | 静岡第一テレビ      | 静岡県                                                      |          |
| 2024年3月10日 - 8月18日 | 日曜 6:15 - 6:45             | 琉球放送            | 沖縄県                                                      |          |
| 2024年4月21日 - 9月22日 | 日曜 5:15 - 5:45             | 宮崎放送            | 宮崎県                                                      |          |
| 2024年5月5日 - 10月13日 | 日曜 0:58 - 1:28（土曜深夜） | テレビユー福島      | 福島県                                                      |          |

| 配信開始日    | 配信時間       | 配信サイト | 備考 |
| ------------- | -------------- | --- | ---- |
| 2024年1月27日 | 土曜 9:30 更新 | YouTube (ウルトラマン公式 ULTRAMAN OFFICIAL by TSUBURAYA PROD. [ 注釈 5 ] ) TVer TSUBURAYA IMAGINATION ネットもテレ東 |      |

## 2025年

### 概要（2025年）
ウルトラマンゼットが主人公となり、15周年の『ウルトラマンゼロ』から『ウルトラマンアーク』までの各作品を「未来へ想いをつなぐ」をテーマに紹介していく。
キャッチコピーは「想いをつなぎ、未来をひらく！」。

### ストーリー（2025年）
ある日、ウルトラマンゼットはウルトラマンゼロからの召集を受け、惑星イアリムを訪れる。そこは太古に栄えていたが現在では廃れて久しい辺境であり、再びマウンテンカリバーII-Vの姿となって現れたエディオムによる案内のもと、ゼットは宇宙空間から見守るゼロによる最終試験としてニュージェネレーションウルトラマンたちの活躍を振り返っていく。

### 登場アイテム（2025年）
ニュージェネレーションウルトラマンケープ
ウルトラマンゼットが纏うニュージェネレーションウルトラマンブローチが変化したケープ。
ニュージェネレーションウルトラマンブローチ
ウルトラマンゼロからゼットに送られた光が変化したアイテム。ゼットがニュージェネレーションウルトラマンのことを学び、成長したことでブローチから認められ、透明だったコアが水色に光った。

### 登場宇宙人（2025年）
エディオム
ゼットに最終試験を課すゼロによる依頼で惑星イアリムを再訪し、再びマウンテンカリバーII-Vの姿となってゼットにニュージェネレーションウルトラマンたちの活躍を見せる。
最終的にはゼットからも「師匠」と称され、惑星イアリムを発つゼロとゼットを見送り、自らも再び旅立った。
- 再訪した時点では、ゼロと邂逅した当時のような球体の姿だったため、クレジットでも「謎の球体」と表記されている。

### キャスト（2025年）

#### 声の出演（2025年）
- ウルトラマンゼット - 畠中祐（1 - 11・17 - 22）
- ウルトラマンゼロ - 宮野真守（1・2・12 - 16・22）
- 謎の球体、エディオム - 西健亮（1 - 11・17 - 22）
- ベリアロク - 小野友樹 (7 - 18)
- ウルトラマンジード - 濱田龍臣（15・16）
- 予告ナレーション - 原沢侑高

#### スーツアクター（2025年）
- 稲庭渉（1 - 11・17 - 22）
- 力丸佳大（1・2・12 - 16・22）
- 古閑元磨 (1・3 - 11・17 - 22)
- 神谷洸太 (15・16)

### スタッフ（2025年）
- 監修 - 塚越隆行
- 企画 - 黒澤桂、大矢陽久
- プロデューサー - 石井卓爾
- 構成 / 脚本 - 足木淳一郎
- 演出 - 村上裕介
- 映像監修 - 池田遼
- MA - 原口崇正
- 音響効果 - 桑原秀綱
- ラインプロデューサー - 福田一博
- 制作 - 岩田博之
- 制作進行 - 高林成央
- 撮影 - 倉島健一
- CG制作 - 長坂実、石井健
- 選曲 - 矢崎大貴・金光大輔
- 制作協力 - fps Progress、SOUND ROUND STUDIO、ヌーベルアージュ、LAGBOT
- 音楽協力 - テレビ東京ミュージック
- 製作 - 円谷プロダクション

### 主題歌（2025年）
「ゼロの覚醒」
ウルトラマンゼロ（宮野真守） with ボイジャーによる主題歌。作詞・作曲は高見沢俊彦、編曲は高見沢俊彦 with 本田優一郎。

### 放送日程（2025年）
| 話数 | サブタイトル                                                              | 使用作品 | 初放送日       |
| --- | ------------------------------------------------------------------------- | --- | -------------- |
| 第1話 | ゼロ師匠からの招集                                                        | - 『ウルトラギャラクシーファイト 大いなる陰謀』 - 『ウルトラギャラクシーファイト 運命の衝突』 - 『ウルトラ銀河伝説外伝 ウルトラマンゼロVSダークロプスゼロ』                            | 2025年 1月25日 |
| ウルトラヒーローたちの戦いをウルトラマンゼットが振り返る。                                                               |                                                                           | |                |
| 第2話 | 導かれし英雄                                                              | - 『大怪獣バトル ウルトラ銀河伝説 THE MOVIE』 - 『ウルトラマンサーガ』 - 『ウルトラゼロファイト』 第一部「新たなる力」 - 『ウルトラゼロファイト』 第二部「輝きのゼロ」                 | 2月1日         |
| ウルトラマンゼロがこれまでの戦いを振り返る。                                                                             |                                                                           | |                |
| 第3話 | 相棒との出会い ご唱和ください、我の名を！                                 | 『ウルトラマンZ』 第1話 | 2月8日         |
| ゼットが自分の原点を振り返る。                                                                                           |                                                                           | |                |
| 第4話 | 時空を超えた戦い イージス光る時                                           | - 『ウルトラマンX』 第5話 - 『ウルトラギャラクシーファイト 運命の衝突』 | 2月15日        |
| ゼットがウルトラマンエックスとゼロの共闘を振り返る。                                                                     |                                                                           | |                |
| 第5話 | 鎧纏いし者                                                                | - 『ウルトラマンX』 第22話 - 『劇場版ウルトラマンX きたぞ!我らのウルトラマン』 - 『ウルトラマンアーク』第3・4・7・15話                                                                 | 2月22日        |
| ゼットがエックスとウルトラマンアークのアーマーの力を振り返る。                                                           |                                                                           | |                |
| 第6話 | 光が宿る器                                                                | - 『ウルトラマンギンガ』最終話 - 『ウルトラギャラクシーファイト 大いなる陰謀』 - 『ウルトラギャラクシーファイト 運命の衝突』 - 『ウルトラマンタイガ』第1話 - 『ウルトラマンZ』第3・8話 | 3月1日         |
| ゼットがウルトラヒーローの絆をつなぐアイテムとそれぞれのアイテムに込められた絆の意味を振り返る。                         |                                                                           | |                |
| 第7話 | ベリアロク現る!戦士の使命                                                 | 『ウルトラマンZ』第15話 | 3月8日         |
| ゼットがベリアロク誕生の経緯を振り返る。                                                                                 |                                                                           | |                |
| 第8話 | 幻界魔剣                                                                  | - 『ウルトラギャラクシーファイト 運命の衝突』 - 『ウルトラマンZ』第17・18話 - 『ウルトラマントリガー NEW GENERATION TIGA』第7・8話                                                     | 3月15日        |
| ゼットがベリアロクとの物語を振り返る。                                                                                   |                                                                           | |                |
| 第9話 | 英雄の共闘 希望の光、赤き星より                                           | - 『ウルトラマントリガー NEW GENERATION TIGA』第25話 - 『ウルトラマンデッカー』第7話                                                                                                   | 3月22日        |
| ゼットがウルトラマンデッカーとウルトラマントリガーの共闘を振り返る。                                                     |                                                                           | |                |
| 第10話 | 新たな絆 光と闇、ふたたび                                                 | 『ウルトラマンデッカー』第8話 | 3月29日        |
| ウルトラマンゼットがデッカーとトリガーの共闘を振り返る。                                                                 |                                                                           | |                |
| 第11話 | 刃が育む想い                                                              | - 『ウルトラマンオーブ』第16・17話 - 『ウルトラマンR/B』第15話 - 『ウルトラマンタイガ』第16話 - 『ウルトラマンブレーザー』第12話                                                       | 4月5日         |
| ゼットが他のウルトラヒーローが使う武器のデータを振り返る。                                                               |                                                                           | |                |
| 第12話 | ウルトラマンゼロ THE MOVIE 〜戦う鳥〜                                     | 『ウルトラマンゼロ THE MOVIE 超決戦!ベリアル銀河帝国』 | 4月12日        |
| ゼロが因縁の相手であり宿敵であるウルトラマンベリアルとの戦いを振り返る。                                                 |                                                                           | |                |
| 第13話 | ウルトラマンゼロ THE MOVIE 〜燃えるマグマ〜                               | 『ウルトラマンゼロ THE MOVIE 超決戦!ベリアル銀河帝国』 | 4月19日        |
| ゼロがベリアロクに催促されてかつての戦乱を振り返る。                                                                     |                                                                           | |                |
| 第14話 | ウルトラマンゼロ THE MOVIE 〜光の中に立つ影は〜                           | 『ウルトラマンゼロ THE MOVIE 超決戦!ベリアル銀河帝国』 | 4月26日        |
| ゼロがベリアロクに催促されてかつての戦乱を振り返る。                                                                     |                                                                           | |                |
| 第15話 | ウルトラマンゼロ THE MOVIE 〜光を背負って〜                               | 『ウルトラマンゼロ THE MOVIE 超決戦!ベリアル銀河帝国』 | 5月3日         |
| ゼロがベリアロクに催促されてかつての戦乱を振り返る。                                                                     |                                                                           | |                |
| 第16話 | どんな繋がりでも……                                                        | 『ウルトラマンジード』第1・3・7・8・25話 | 5月10日        |
| ウルトラマンゼロとウルトラマンジードがベリアロクに催促されてベリアルとの戦いを振り返る。                                 |                                                                           | |                |
| 第17話 | 帰ってきた男！ ギルバリスを攻略せよ！                                     | 『ウルトラマンZ』第6話 | 5月17日        |
| ゼットがジードとの共闘を振り返る。                                                                                       |                                                                           | |                |
| 第18話 | 狙われた遺伝子 陛下のメダル                                               | 『ウルトラマンZ』第7話 | 5月24日        |
| ゼットがジードとゼロとの共闘を振り返る。                                                                                 |                                                                           | |                |
| 第19話 | ウルトラギャラクシーファイト ニュージェネレーションヒーローズ エピソード1 | 『ウルトラギャラクシーファイト ニュージェネレーションヒーローズ』 | 5月31日        |
| これまでの英雄たちの戦いが自分の身になっているのか思い悩むゼットがニュージェネレーションヒーローズたちの戦いを振り返る。 |                                                                           | |                |
| 第20話 | ウルトラギャラクシーファイト ニュージェネレーションヒーローズ エピソード2 | 『ウルトラギャラクシーファイト ニュージェネレーションヒーローズ』 | 6月7日         |
| これまでの英雄たちの戦いが自分の身になっているのか思い悩むゼットがニュージェネレーションヒーローズたちの戦いを振り返る。 |                                                                           | |                |
| 第21話 | ウルトラギャラクシーファイト ニュージェネレーションヒーローズ エピソード3 | 『ウルトラギャラクシーファイト ニュージェネレーションヒーローズ』 | 6月14日        |
| これまでの英雄たちの戦いが自分の身になっているのか思い悩むゼットがニュージェネレーションヒーローズたちの戦いを振り返る。 |                                                                           | |                |
| 第22話 | 語り継がれていくもの                                                      | - 『ウルトラマンR/B』第24・25話 - 『ウルトラギャラクシーファイト 運命の衝突』 - 『ウルトラマンレグロス』 - 『劇場版 ウルトラマンギンガS 決戦!ウルトラ10勇士!!』                        | 6月21日        |
| 「ウルトラの絆」について答えを見つけたゼットに、エディオムが答え合わせを始める。                                         |                                                                           | |                |

### 放送局（2025年）
| 放送期間                                     | 放送時間                          | 放送局              | 対象地域                                                    | 備考     |
| -------------------------------------------- | --------------------------------- | ------------------- | ----------------------------------------------------------- | -------- |
| 2025年1月25日 - 6月21日                      | 土曜 9:00 - 9:30                  | テレビ東京系列全6局 | 北海道・関東広域圏・愛知県・ 大阪府・岡山県・香川県・福岡県 | 字幕放送 |
| 2025年2月9日 - 3月30日 2025年4月6日 - 7月6日 | 日曜 5:35 - 6:05 日曜 5:30 - 6:00 | 広島ホームテレビ    | 広島県                                                      |          |
| 2025年2月16日 -                              | 日曜 6:30 - 7:00                  | 石川テレビ          | 石川県                                                      |          |
| 2025年3月2日 -                               | 日曜 5:30 - 6:00                  | 静岡第一テレビ      | 静岡県                                                      |          |
| 2025年3月9日 -                               | 日曜 6:15 - 6:45                  | 琉球放送            | 沖縄県                                                      |          |
| 2025年4月20日 -                              | 日曜 5:15 - 5:45                  | 宮崎放送            | 宮崎県                                                      |          |
| 2025年5月11日 -                              | 日曜 0:58 - 1:28（土曜深夜）      | テレビユー福島      | 福島県                                                      |          |

| 配信開始日    | 配信時間       | 配信サイト | 備考 |
| ------------- | -------------- | --- | ---- |
| 2025年1月25日 | 土曜 9:30 更新 | YouTube (ウルトラマン公式 ULTRAMAN OFFICIAL by TSUBURAYA PROD. [ 注釈 5 ] ) TVer TSUBURAYA IMAGINATION ネットもテレ東 |      |

## ライブステージ
2023年4月7日 - 9日には本作をテーマにしたライブステージ『NEW GENERATION THE LIVEスターズ編 STAGE1 〜未来へ繋ぐ戦士たち〜 in 博品館劇場』が銀座博品館劇場にて開催され、9日の公演ではSPWNでのオンライン配信も実施された。また、同年5月27日・28日には須賀川（須賀川市文化センター）、7月22日には高知（高知県立県民文化ホール）、8月13日には宮崎（宮崎市清武文化会館）、9月3日には佐賀（鳥栖市民文化会館）にてそれぞれ開催された。
2024年4月21日には内容を一新した『NEW GENERATION THE LIVEスターズ編 in 宮崎』が宮崎県（宮崎市清武文化会館）にて開催された。また、同年4月5日 - 7日には博品館劇場、5月25・26日に福島県須賀川市（須賀川市文化センター）、7月13日に岡山県倉敷市（倉敷市民会館）、7月28日に愛知県名古屋市（名古屋市公会堂）、8月3日に広島県広島市（広島上野学園ホール）、8月11日に福岡県福岡市（キャナルシティ劇場）、8月24日に山口県周南市（周南市文化会館）と宮崎県名取市（名取市文化会館）、9月8日に群馬県太田市（太田市民会館）にてそれぞれ開催された。